# Bucor Wetan
Bucor Wetan is een bestuurslaag in het regentschap Probolinggo van de provincie Oost-Java, Indonesië. Bucor Wetan telt 2994 inwoners (volkstelling 2010).